# 두리암
두리암은 젊은 과학기술인들의 모임으로,1985년 8월 19일 서울 YMCA 청년클럽으로 발족하였다. 

## 두리암클럽헌장
두리암클럽은 젊은 과학기술인들의 모임으로서, 한반도에서 올바른 과학기술 이념의 구현과 대중에게 봉사하는 과학기술인 상의 정립을 통하여 민족과 인류사회에 기여함을 목적으로 한다.

## 초기 활동
초대회장 정병훈을 발행인으로 한동숭을 편집인으로 하여 격주간 회지 '두리암'을 발행하고, 매주 목요일 오후 7시 30분에 서울 YMCA 2층 친교실에서 정기모임을 열였다. 

### 1985년 정기모임 프로그램 주제
1. 현대사외속에서의 과학기술 (부회장 박기영역, 과학기술과 현대자본주의)
2. 과학사 (회원 조홍섭 편역 현대과학기술과 인간해방)
3. 동양 및 한국의 과학사상
4. 제3세계 일반론
5. 제3세계 과학기술론
6. 과학론 일반 및 과학철학
7. 한국과학 기술문제 1: 공해
8. 한국과학 기술문제 2: 핵문제
9. 과학기술자 운동론

### 1985년 강연
1. 한국의 과학기술적 전통 (박성래교수)
2. 과학과 사회연구의 몇가지 문제 (송상용교수)

### 1985년 공개토론회
1. 과학자와 공해문제 (반공해 협의회 후원)

### 발전
1. 1986년부터 정기집회를 격주로 열면서 조직강화를 하였고, 2기 집행부로 서지근회장과 박기영부회장을 선출하고 이론(대학원)분과 산업기술(직장)분과를 나누어 분과활동을 진행하였다.
2. 회지 두리암에서 과학기술운동론 및 과학기술자운동론을 연재하기 시작했다. 과학기술의 가치중립성 논쟁에 대한 평가(홍성욱) 등이 활발한 토론으로 이어지기도 했다.
3. 1987년 한국의 민주화운동에 청년클럽 두리암 회원들도 활발히 참여하였고 '민중과 함께 하는 과학기술자모임'으로 자기정체성을 평가하기에 이르렀다.
4. 과학기술자 노동운동의 발전과 함께 청년클럽 두리암도 '청년과학기술자협의회'로 발전1)하여 충무로 사무국을 설치하였고, YMCA 청년클럽 두리암은 대중조직을 위한 토론공간으로 유지하였다.
5. 청년클럽 두리암은 1989년에 해산하였다.